# Hjördis Hjalmarsdotter Hjorth
Hjördis Vilhelmina Hjalmarsdotter Hjorth, född 12 april 1924 i Östra Husby, död 5 mars 1967 i Stockholm, var en svensk formgivare och konsthantverkare.
Hjördis Hjalmarsdotter Hjorth hade en inriktning på kläder och accessoarer. Hon arbetade med hela processen från skiss till färdig produkt och var aktiv hela vägen. Hon provvävde bland annat tygerna innan de lämnades till väverskorna för produktion. Hon använde sig av det hemvävda tygernas speciella utseende, vilket med det rådande modets former gav det speciella utseendet som var typiskt för Hjördis Hjalmarsdotter Hjorth. Speciellt hennes kjolar blev väldigt populära. Hon samarbetade med andra konsthantverkare, till exempel silversmeden Torun Bülow-Hübe. 
Hjördis Hjalmarsdotter Hjorth hade en butik på Sibyllegatan i Stockholm och i Gamla Linköping. Hon blev mycket uppmärksammad när hon presenterade sin kollektion i Paris 1964. Hon  drabbades tidigt av tuberkulos och avled 43 år gammal.